# Comte dels portaespases
En l'administració del regne visigot, el comte dels portaespases (en llatí comes spatari o comes spatariorum) era el funcionari que dirigia els homes armats que formen la guàrdia personal del monarca.